# 正修科技大學

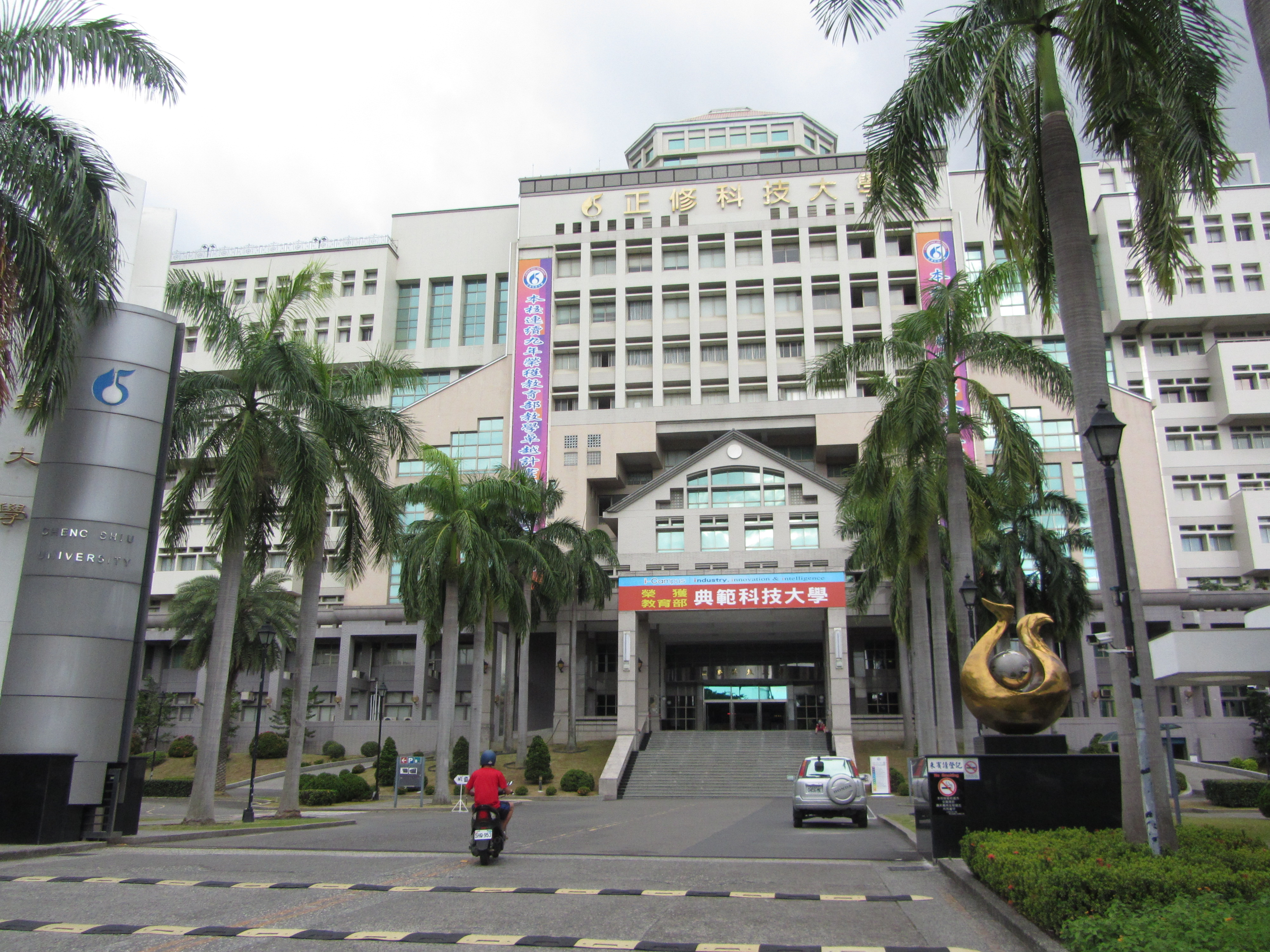
正門

正修學校財團法人正修科技大學（英語：Cheng Shiu University），簡稱正修、正修科大，是一所位於中華民國高雄市鳥松區的私立科技大學。1965年創校，時為「正修工專」，由鄭駿源、龔金柯、李金盛等人士，擇定高雄澄清湖畔創建本校。

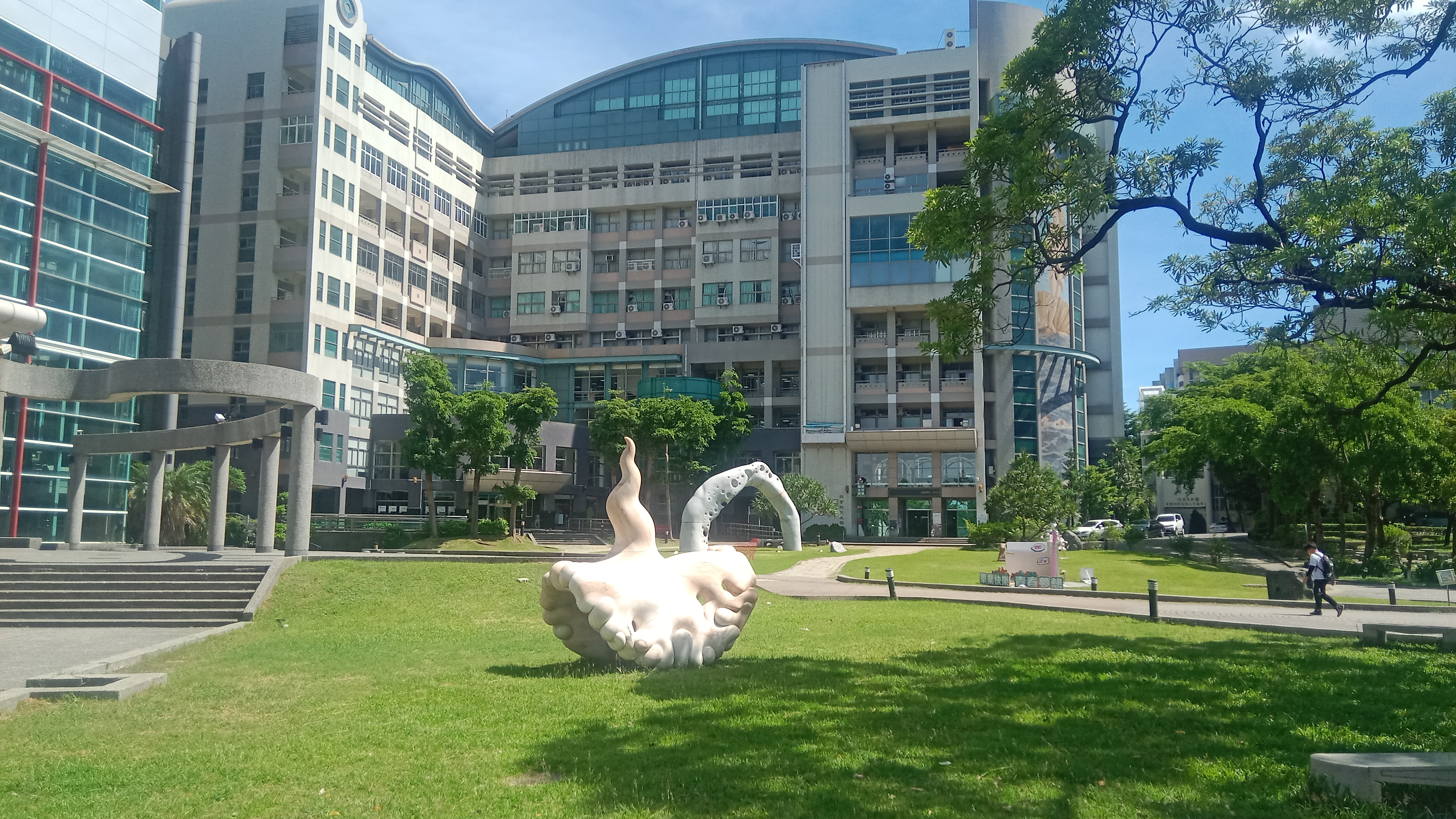
正修科技大學前庭（2024）

## 沿革

### 正修工業專科學校（1965~1990）
- 1965年 創校為正修工業專科學校。
- 1966年 設立五年制工業管理科
- 1968年 設立五年制電子工程科、二年制實用技藝部工業電子科、汽車修護科
- 1969年 設立五年制機械工程科
- 1970年 設立二年制實用技藝部食品加工科
- 1971年 設立五年制電機工程科、二年制夜間部化學工程科
- 1972年 設立二年制實用技藝部機械技術科、二年制夜間部電子工程科
- 1973年 停招二年制實用技藝部食品加工科、工業電子科、汽車修護科
- 1974年 停招五年制建築工程科、工業管理科
- 1975年 設立二年制夜間部機械工程科
- 1976年 設立二年制夜間部電機工程科
- 1979年 停招二年制夜間部化學工程科
- 1987年 設立五年制工業工程與管理科
- 1988年 設立二年制夜間部工業工程與管理科
- 1989年 設二專（日）工業工程與管理科、二年制夜間部土木工程科。

### 正修工商專科學校（1990~1999）
- 1990年 增設商業類科，改名正修工商專科學校。
- 1991年 設立二年制企業管理科
- 1992年 設立二年制夜間部建築工程科、企業管理科
- 1993年 設立五年制企業管理科與國際貿易科
- 1997年 設立二年制幼兒保育科；夜間部同時設立
- 1998年 設立附設進修專校二年制國際貿易科、企業管理科

### 正修技術學院（1999~2003）
- 1999年 改制為正修技術學院。設立二年制化學工程系、土木工程系、電子工程系、機械工程系、工業工程與管理系、企業管理系；進修部同時設立設立附設進修專校二年制電子工程科、工業工程與管理科
- 2000年 成立藝術中心

### 正修科技大學（2003~）
- 2003年 改名為正修科技大學。
- 2005年 藝術中心增設藝術科技保存修復組
- 2009年 增設數位內容科技管理學位學程、生技彩妝學位學程、觀光遊憩學位學程。
- 2010年 增設時尚生活創意設計學位學程。
- 2011年 人文社會學院改名生活創意學院。
- 2012年 化工與材料工程系暨研究所改名化妝品與時尚彩妝系暨碩士班；數位內容科技管理學位學程改名數位多媒體設計學位學程；幼兒保育系活動與教材設計組改名幼兒保育系文教產業組；運動健康與休閒系暨研究所改名休閒與運動管理系暨研究所；企業管理系行銷與流通組改名企業管理系行銷管理組；企業管理系投資理財組改名企業管理系流通管理組；國際企業系國際商務資訊組改名國際企業系國際經營組。停招影像顯示科技學位學程。
- 2013年 時尚生活創意設計、數位多媒體設計及觀光遊憩學位學程改為系。土木與工程資訊系改名土木與空間資訊系；醫學機電工程學位學程改名醫學工程學位學程。生技彩妝學位學程併入化妝品與時尚彩妝系；化妝品時尚彩妝系增設化妝品科技、時尚彩妝之分組。建築與室內設計、幼兒保育、國際企業、企業管理系等四系取消分組。增設創意產業經營學位學程、餐飲管理系。原工學院之化妝品與時尚彩妝系暨研究所、管理學院之數位多媒體設計系皆改隸生活創意學院。
- 2014年 增設幼兒保育系碩士班。幼兒保育系文教設計組改名幼兒保育系家庭社工組。時尚生活創意設計系分設應用設計組、設計行銷組之分組；電機工程系增設產業技術組；機械工程系增設精密製造技術組；觀光遊憩系分設旅館管理組、觀光管理組之分組；應用外語系日間部分設觀光英語組、商務英語組，進修部增設餐旅休閒英語組。停招醫學工程學位學程。
- 2018年，響應教育部政策：「農林漁牧及工業」等領域五專部以縮短產學落差，申請恢復五專部招生。最終教育部通過於107學年度增設土木工程科與建築科2科五專部。
- 2018年，增設時尚生活創意設計系文創設計與藝術保存碩士班。
- 2020年，時尚生活創意設計系改名視覺傳達設計系。
- 2021年，設立電競科技管理系、環境毒物與新興污染碩士班。
- 2023年，設立長期照護與健康管理系。
- 2024年，設立護理系

## 歷任校長
| 任別 | 姓名   | 任期          |
| ---- | ------ | ------------- |
| 1    | 吳仁民 | 1965年-1975年 |
| 2    | 唐守謙 | 1976年-1980年 |
| 3    | 黃企臣 | 1980年-1994年 |
| 4    | 龔瑞璋 | 1994年-迄今   |

## 教學單位

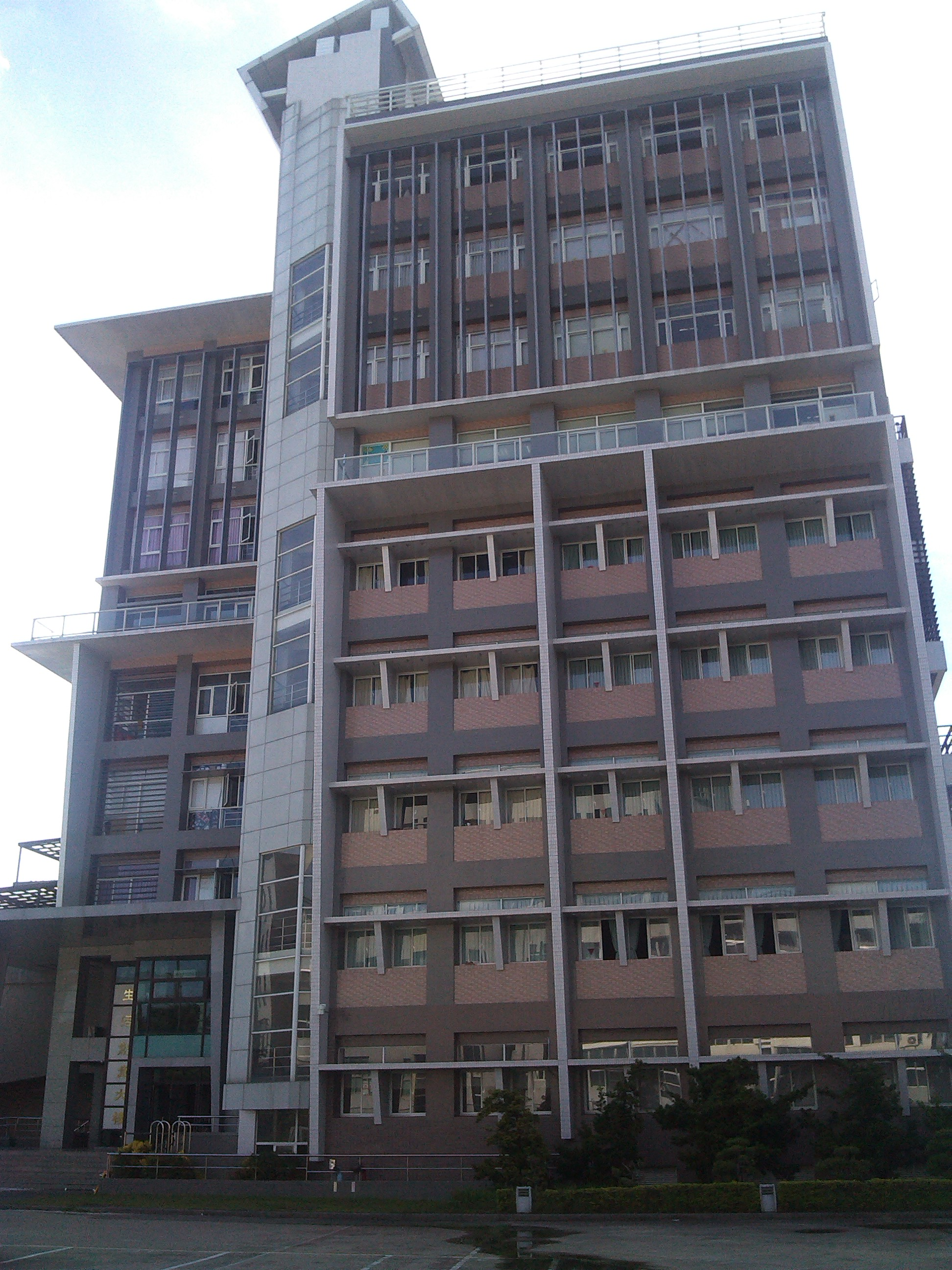
正修科技大學生活創意學院

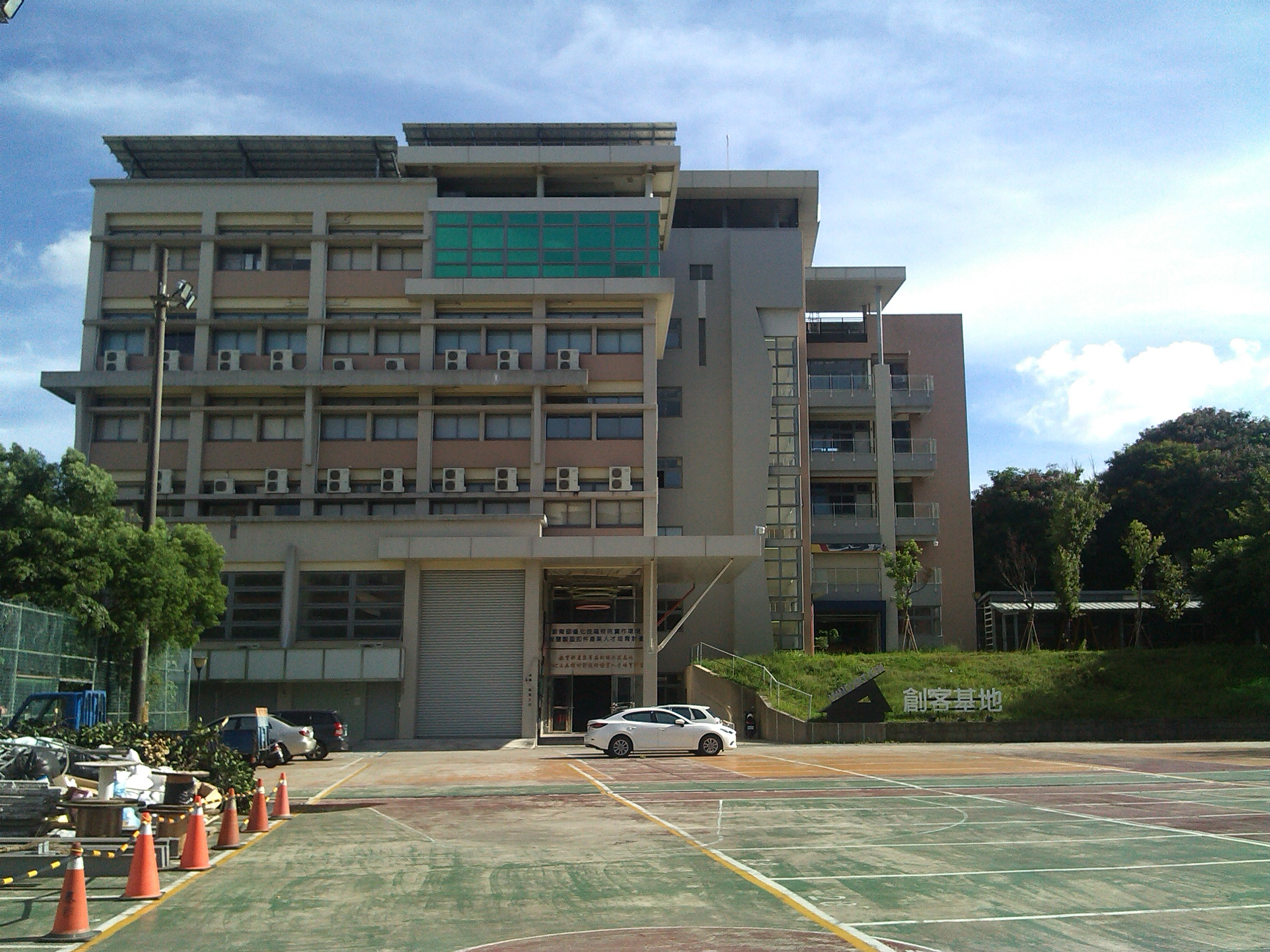
正修科技大學-創客基地

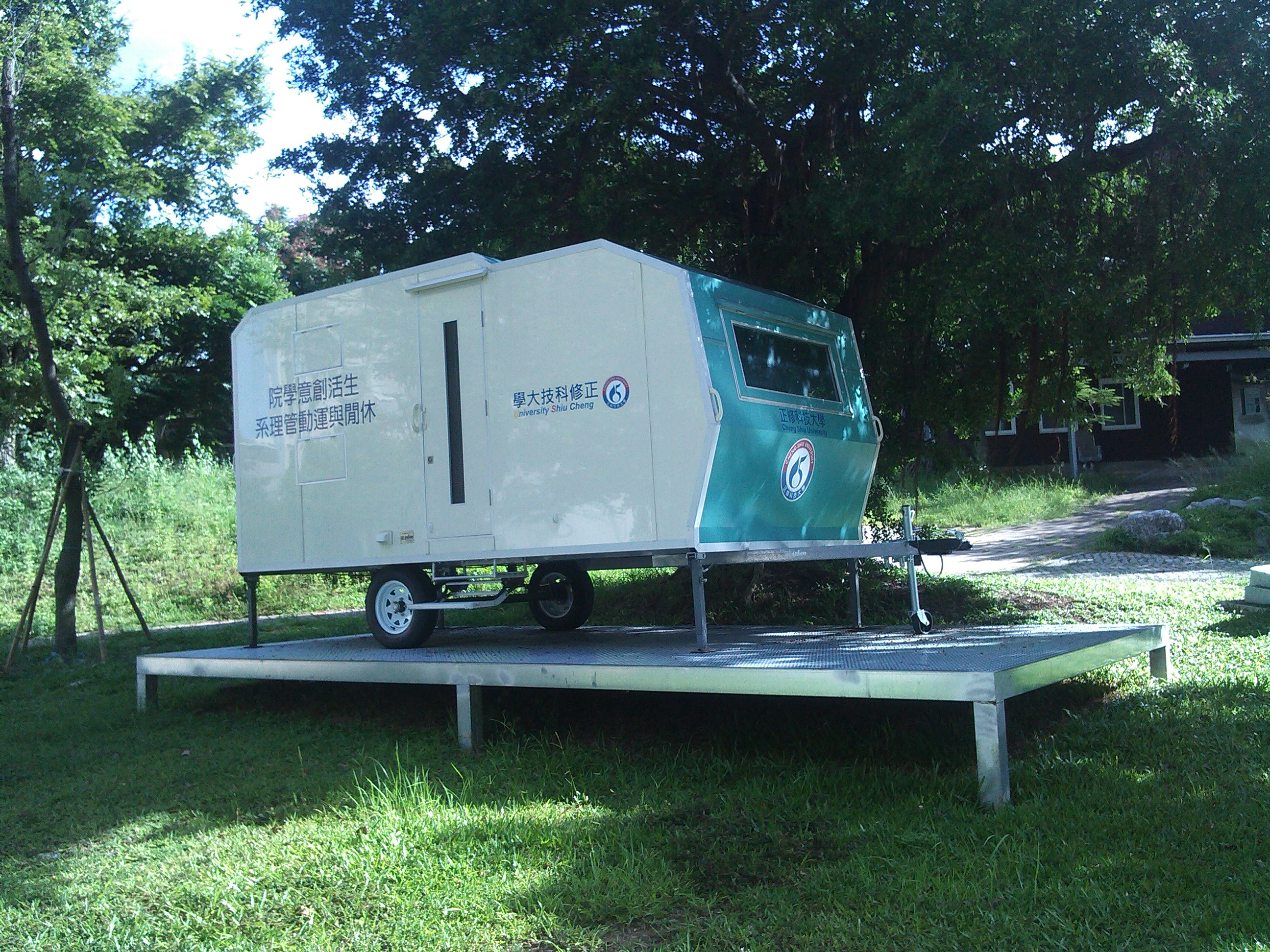
正修科技大學休運系的露營車（現改為展示用）

| 工學院 | 機電工程研究所                                  | 營建工程研究所 營建工程組 建築與環境設計組      |
| 工學院 | 資訊工程系（所）                                | 電子工程系（所） 綠能科技應用組 微電子組 光電組 |
| 工學院 | 電機工程系（所） 電機與控制組 光電組 產業技術組 | 機械工程系 機電組 精密製造技術組 設計製造組     |
| 工學院 | 建築與室內設計系 建築設計組 室內設計組          | 土木與空間資訊系 空間資訊組 工程技術組          |
| 工學院 | 工業工程與管理系（所） 工業工程組 經營管理組    |                                                 |

| 五專部 | 建築與室內設計科 | 土木與空間資訊科 |

| 生活創意學院 | 化妝品與時尚彩妝系暨碩士班                                     | 數位多媒體設計系                         |
| 生活創意學院 | 視覺傳達設計系暨文創設計與藝術保存碩士班 應用設計組 設計行銷組 |                                          |
| 生活創意學院 | 餐飲管理系                                                     | 觀光遊憩系                               |
| 生活創意學院 | 應用外語系 觀光英語組 商務英語組 餐旅休閒英語組                | 幼兒保育系暨碩士班 家庭社工組 托育教學組 |
| 生活創意學院 | 休閒與運動管理系（所）                                         |                                          |

| 健康暨管理學院 | 經營管理研究所                              | 資訊管理系（所） 資訊應用組 管理應用組      |
| 健康暨管理學院 | 企業管理系 行銷管理組 流通管理組 經營管理組 | 國際企業系 國際經營組 國際貿易組 國際行銷組 |
| 健康暨管理學院 | 金融管理系 金融行銷組 財富管理組            |                                             |

| 通識教育中心 |
| ------------ |

| 師資培育中心 |
| ------------ |

## 行政單位
| 行政單位 | 校長室                                               | 副校長室             |
| 行政單位 | 秘書處                                               | 教務處               |
| 行政單位 | 學務處                                               | 總務處               |
| 行政單位 | 研究發展處                                           | 圖書資訊處           |
| 行政單位 | 進修部                                               | 進修院校（周六周日） |
| 行政單位 | 校務研究與管理處                                     | 招生處               |
| 行政單位 | 國際事務處                                           | 人事處               |
| 行政單位 | 會計處                                               | 藝文處               |
| 行政單位 | 軍訓室                                               | 體育室               |
| 幼兒園   | 正修學校財團法人正修科技大學附設高雄市私立正修幼兒園 |                      |

## 校舍大樓
- 02 A、B棟停車場
- 03 綜合大樓
- 04 體育室
- 05 幼兒園
- 06 電子工程館
- 07 土木工程館
- 08 妝彩系（化學工程）館
- 09 學生活動中心
- 10 工業工程與管理館
- 11 人文大樓
- 13 機械工程館
- 14 機電工廠
- 15 圖書科技大樓
- 16 電機工程館
- 17 南區教學大樓
- 18 管理學院大樓
- 19 正修宿舍
- 22 幼兒保育館
- 23 超微量研究科技中心
- 26 數位建築創意工坊 （页面存档备份，存于）
- 27 生活創意大樓
- 28 綜合立體專業教室
- 29 產學共榮園區大樓

## 研究中心
| 研究中心 | 超微量研究科技中心 | 工程研究科技中心（附設東台加工技術與應用中心） |
| 研究中心 | 營建科技中心       | 環境毒物與新興汙染物研究中心                   |
| 研究中心 | 電機科技中心       | 育成中心                                       |
| 研究中心 | 文物修護研究中心   |                                                |

## 學校榮譽表現

### 學術主要成就
- 2014年，正修科技大學獲歐美國家及教育部認可的專業評鑑機構IEET中華工程教育學會日前對本校工學院進行系所認證；工學院獲IEET中華工程教育學會認證通過的7系所包括有土木與空間資訊系、營建工程研究所；電子工程系所；機械工程系、機電研究所；電機工程系所；工業工程與管理系所；建築與室內設計系與資訊工程系所日前全部通過IEET中華工程教育學會認證。[2]
- 1995-2018，12度(每2年可申請一次)獲中國程師學會產學合作績優單位。
- 2006-2017，正修科技大學連續11年獲教育部教學卓越計畫近7億元獎助。
- 2012-2017，正修科技大學獲教育部發展典範科技大學計畫3億餘元獎助，私立科技大學僅3所獲獎助。
- 2018-2022，正修科技大學獲教育部5年期高等教育深耕計畫，前2年共獲3億4千萬元獎助。

### 社會評價
- 2015-2016，2019，Cheers雜誌針對全國152所大專院校由校長互評推薦辦學績效進入TOP20。
- 遠見雜誌2021「企業最愛大學生評價調查」，正修科大進入企業最愛大學生TOP30，私立科大排名第2，觀光學科領域畢業生企業評價TOP5。
- Cheers雜誌2021全國127所大專院校校長互評推薦辦學績優大學，正修科大5度蟬聯Top20。

## 國際交流學校與機構
- 正修科技大學從學校成立至今，與世界各個國家大學締約姊妹校超過50所。[3]

## 台灣國內學校策略聯盟
| - 北基區 - 國立台灣海洋大學 - 景文科技大學 - 輔仁大學 - 中彰投區 - 國立台中科技大學 - 靜宜大學 - 雲嘉南區 - 國立嘉義大學 - 稻江科技暨管理學院（已停辦、停招） - 嘉南藥理大學 - 台南應用科技大學 - 遠東科技大學 - 長榮大學 - 國立臺南大學 - 國立臺南藝術大學 - 台灣首府大學 - 南華大學 - 南榮科技大學（已停辦、停招） - 南臺科技大學 | - 高屏區 - 和春技術學院 - 高雄醫學大學 - 國立高雄大學 - 義守大學 - 國立屏東大學 - 文藻外語大學 - 輔英科技大學 - 樹德科技大學 - 國立高雄海洋科技大學 - 國立高雄應用科技大學 - 國立高雄餐旅大學 - 國立高雄第一科技大學 - 國立屏東科技大學 - 空軍航空技術學院 - 慈惠醫護管理專科學校 - 美和科技大學 - 大仁科技大學 - 高苑科技大學 - 東方設計學院 - 宜花東區 - 國立台東專科學校 - 國立東華大學 - 佛光大學 |

- 國立員林高級農工職業學校

- 高雄市立海青工業商業職業學校

## 學生自治組織
本會依據大學法第33條，正修科技大學組織規程第17條與正修科技大學學生會設置及輔導辦法為本校最高之學生自治組織。